# Duomo di Mortegliano
Il duomo di Mortegliano, chiesa arcipretale dedicata ai santi apostoli Pietro e Paolo, è il principale luogo di culto della parrocchia della Santissima Trinità di Mortegliano, in provincia ed arcidiocesi di Udine; fa parte della forania del Friuli Centrale. Esso si erge al centro dell'abitato, in corrispondenza dell'antica cortina.

## Storia

### Il progetto del duomo e la demolizione della chiesa di San Paolo
Nel centro della cortina di Mortegliano sorgevano l'antica parrocchiale di San Paolo, costruita sullo scorcio del Quattrocento, il campanile e un’imponente torre della quale la famiglia degli Strassoldo rivendicava la proprietà.
Il 6 dicembre 1857 venne nominata dai capifamiglia la commissione per la fabbrica del duomo e ne venne redatto lo statuto. Nell’anno seguente venne approvato un primo progetto dell’ingegnere architetto Andrea Scala (1820-1892), il quale concepì una struttura a pianta ottagonale ineguale richiamante lo stile gotico; in seguito tale disegno sarebbe stato modificato più volte.
Il 29 giugno 1862 prese possesso della parrocchia don Marco Placereani. Il nuovo pievano richiese a Scala un’opera ancora più ampia rispetto al primo disegno proposto. Spinto dal desiderio di procedere quanto prima con i lavori, accettò il nuovo progetto nonostante esso mancasse di alcune parti. Dal 22 marzo 1864 vennero dunque demolite la quattrocentesca chiesa di San Paolo, la torre difensiva e alcune abitazioni.

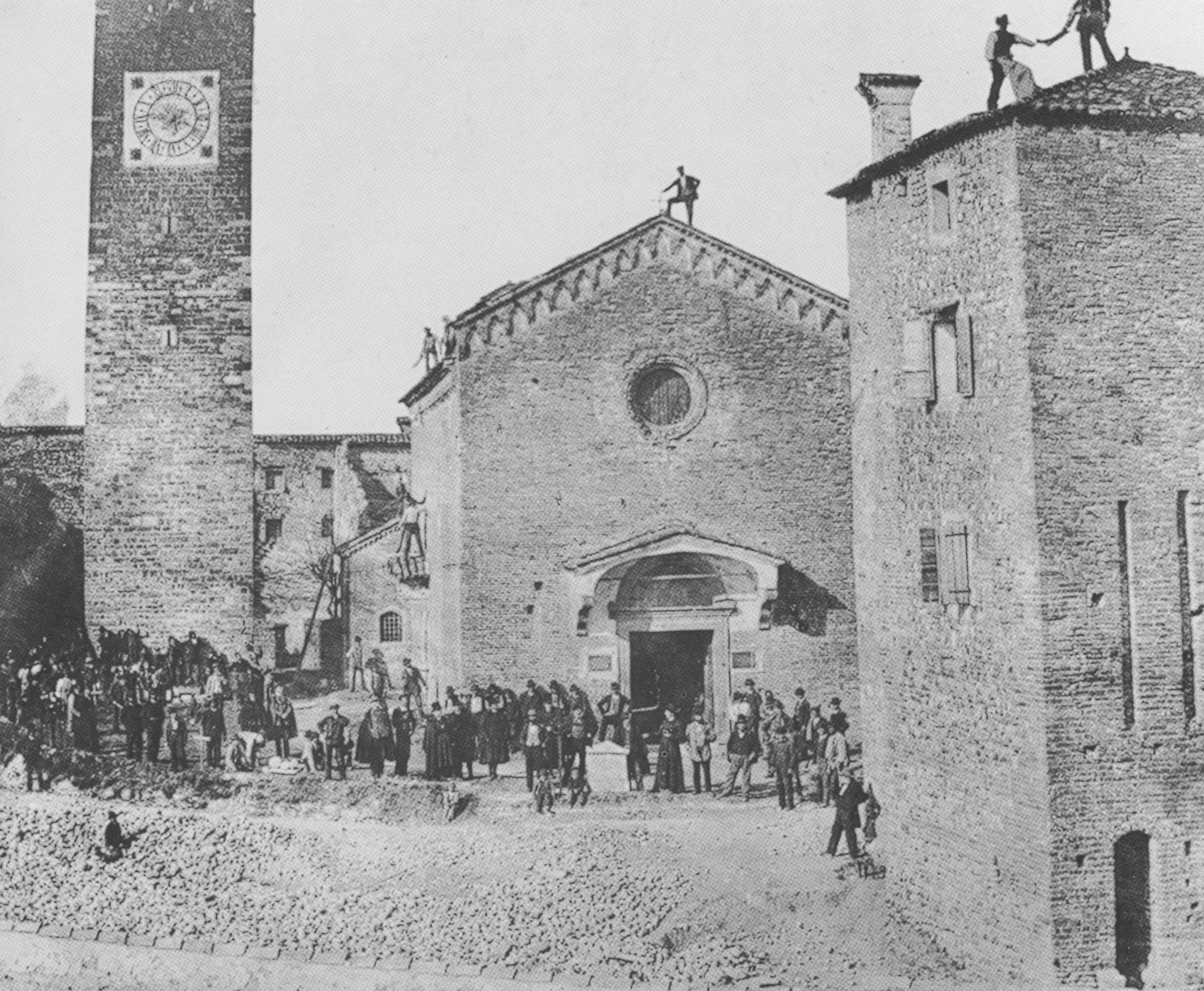
La demolizione dell'antica pieve di San Paolo (1864).

### La benedizione della prima pietra
Sabato 23 aprile 1864 l'arcivescovo di Udine mons. Andrea Casasola benedisse la prima pietra del nuovo duomo. L’incarico per la costruzione era stato affidato già nell’anno precedente all’impresa di Girolamo D’Aronco (padre di Raimondo). Tuttavia nel 1865 Placereani e la commissione fabbricaria decisero di risolvere il contratto e di affidare il lavoro a maestranze locali guidate da Angelo Bigaro.
Nel frattempo l’architetto Scala aveva ideato una copertura a cupola dall'aspetto eccessivamente piatto. Per sostenerne il peso vennero costruiti otto piloni angolari, completati nel 1877 con le guglie in cotto tuttora presenti. Nel frattempo si giunse fino al compimento dei muri perimetrali dell’ottagono e delle cappelle laterali, ma il problema della copertura rimaneva irrisolto. Nel 1884 don Pietro Italiano, successore di Placereani, consultò Scala per ricevere ragguagli in merito ai costi della cupola modificata; in seguito si rivolse all’ingegner Giovanni Falcioni per far predisporre un progetto più economico relativo a una copertura in ferro, ghisa e legno, con cupola in zinco.

### Il concorso del 1898
La richiesta formulata a Falcioni ebbe come unici risultati la rottura dei rapporti con Scala e una nuova interruzione dei lavori. Soltanto il 12 luglio 1898 la Società privata morteglianese per la continuazione dei lavori del Duomo, presieduta dal pievano Lodovico Giuseppe Pascutti, bandì un concorso per la copertura dell’edificato; i progetti avrebbero dovuto coniugare stabilità, aspetto estetico ed economicità. A fronte di un numero iniziale di 65 concorrenti, alla scadenza del bando, fissata per il 31 marzo 1899, vennero consegnati 12 progetti: tuttavia nessuno di essi appariva pienamente soddisfacente, in quanto intervenivano modificando quanto già edificato da Scala. Furono così rifiutati i progetti vincitori del primo e del secondo premio (non attuabili), quello colossale dell'ingegnere torinese Carlo Angelo Ceresa (perché prevedeva quattro pilastri interni a sostegno della cupola), come quelli del veneziano Attilio De Luigi e dell’ingegner Antonio Piani. Le difficoltà apparivano così insormontabili che il nuovo parroco, Luigi Placereani, era più propenso ad abbattere il fabbricato esistente e a far costruire una nuova chiesa, dedicata a Sant'Antonio di Padova.

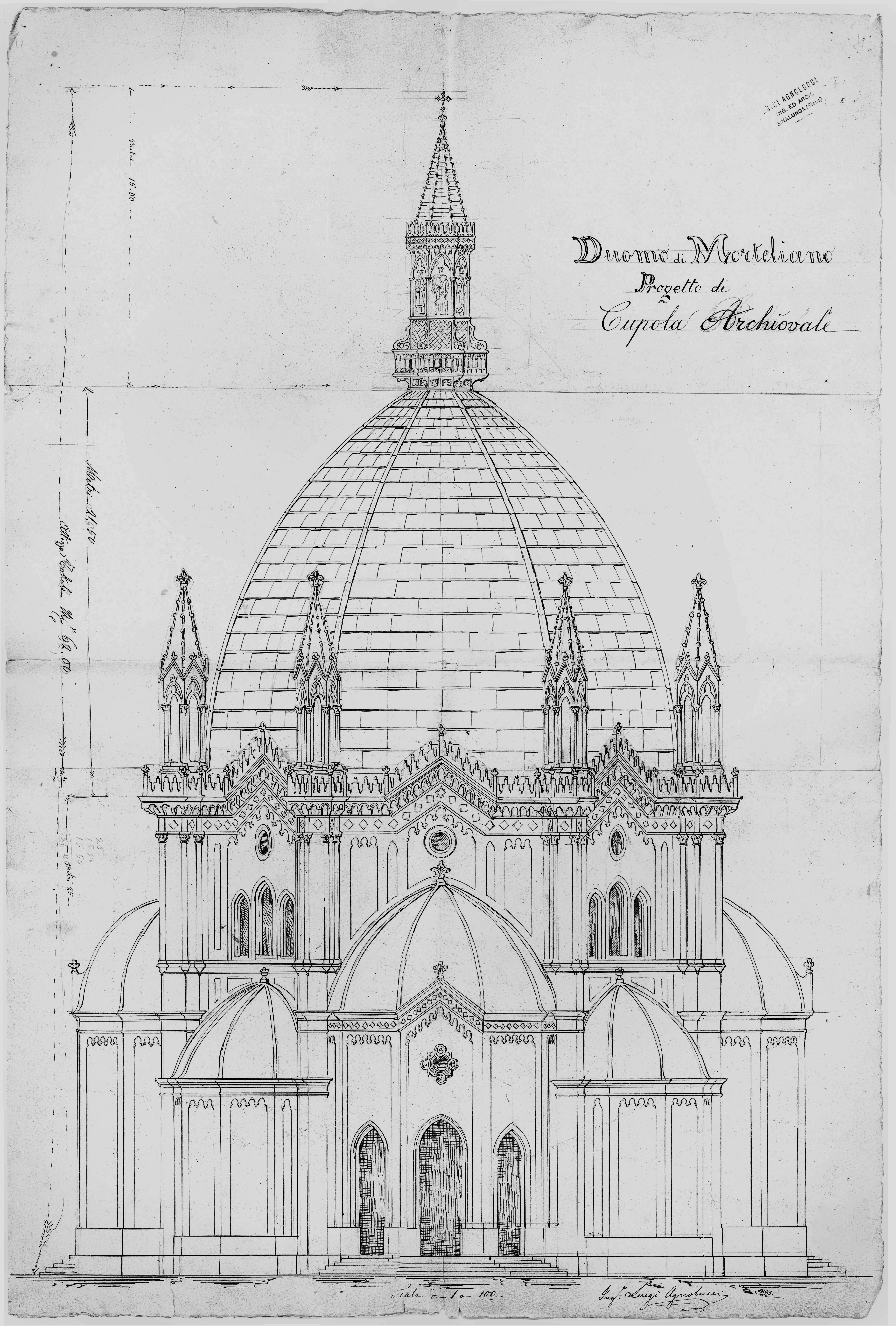
Luigi Agnolucci, Duomo di Mortegliano. Progetto di cupola archiovale (1898).
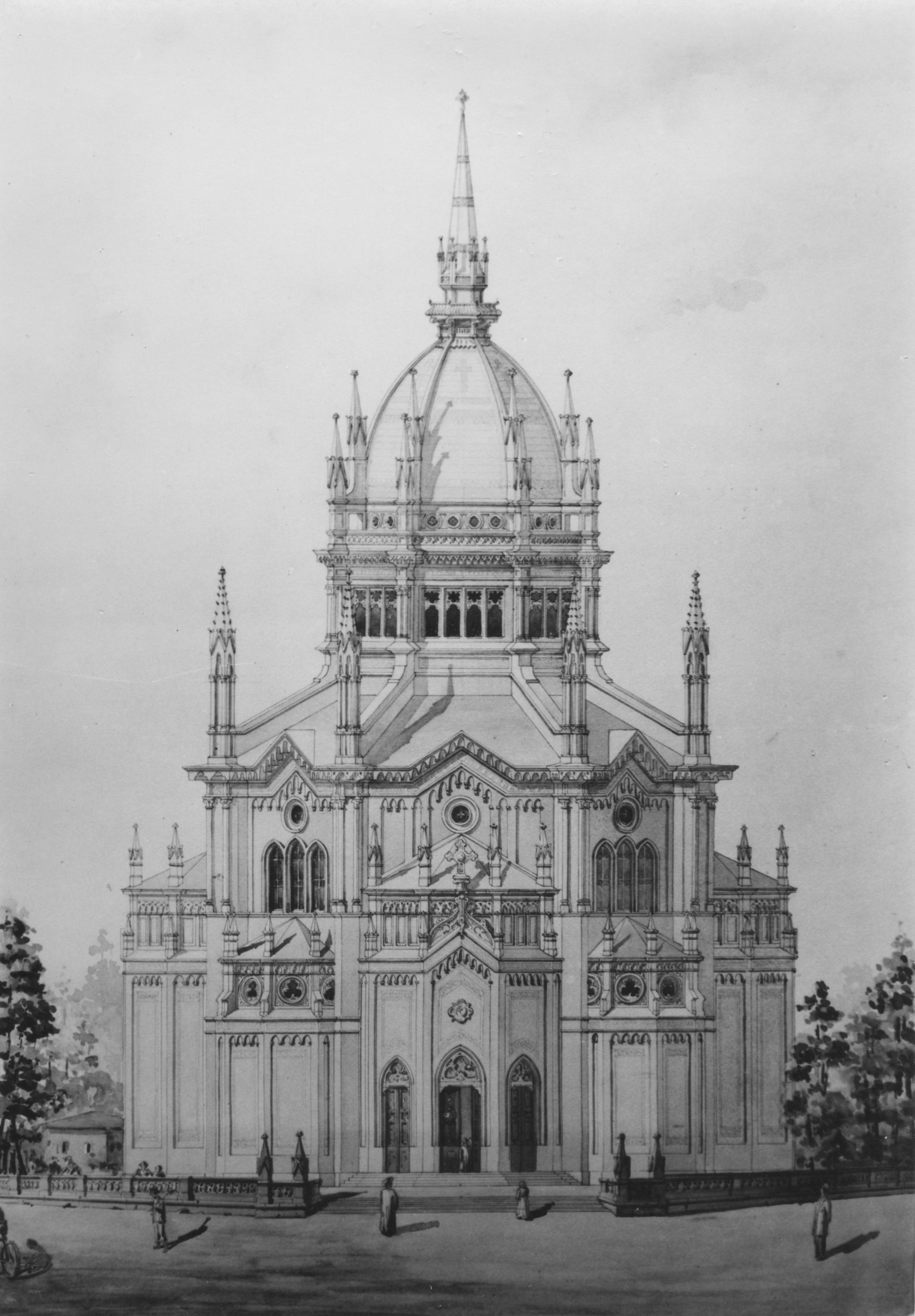
Carlo Angelo Ceresa, Progetto per il completamento del duomo di Mortegliano (1899).
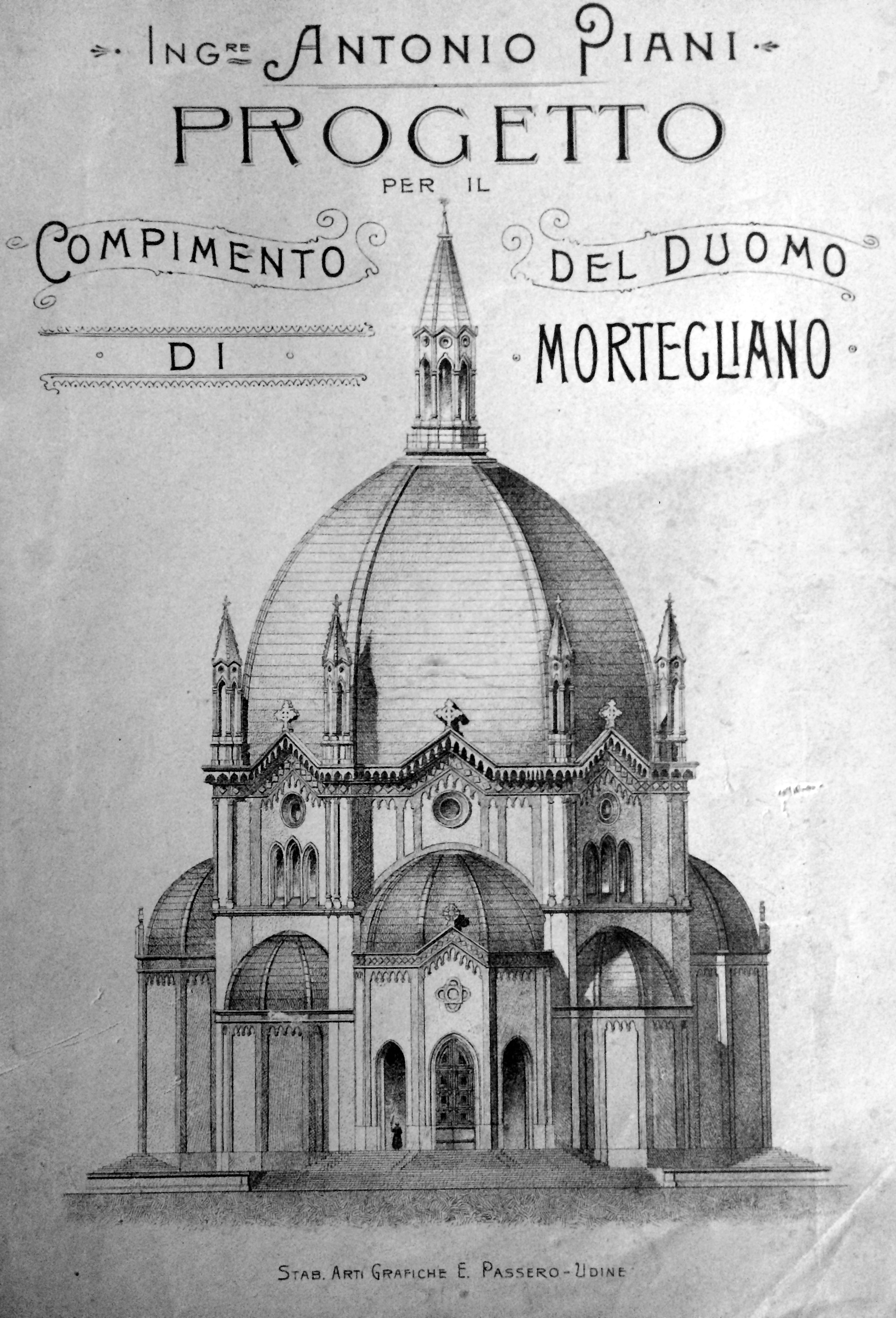
Antonio Piani, Progetto per il compimento del duomo di Mortegliano (1900).
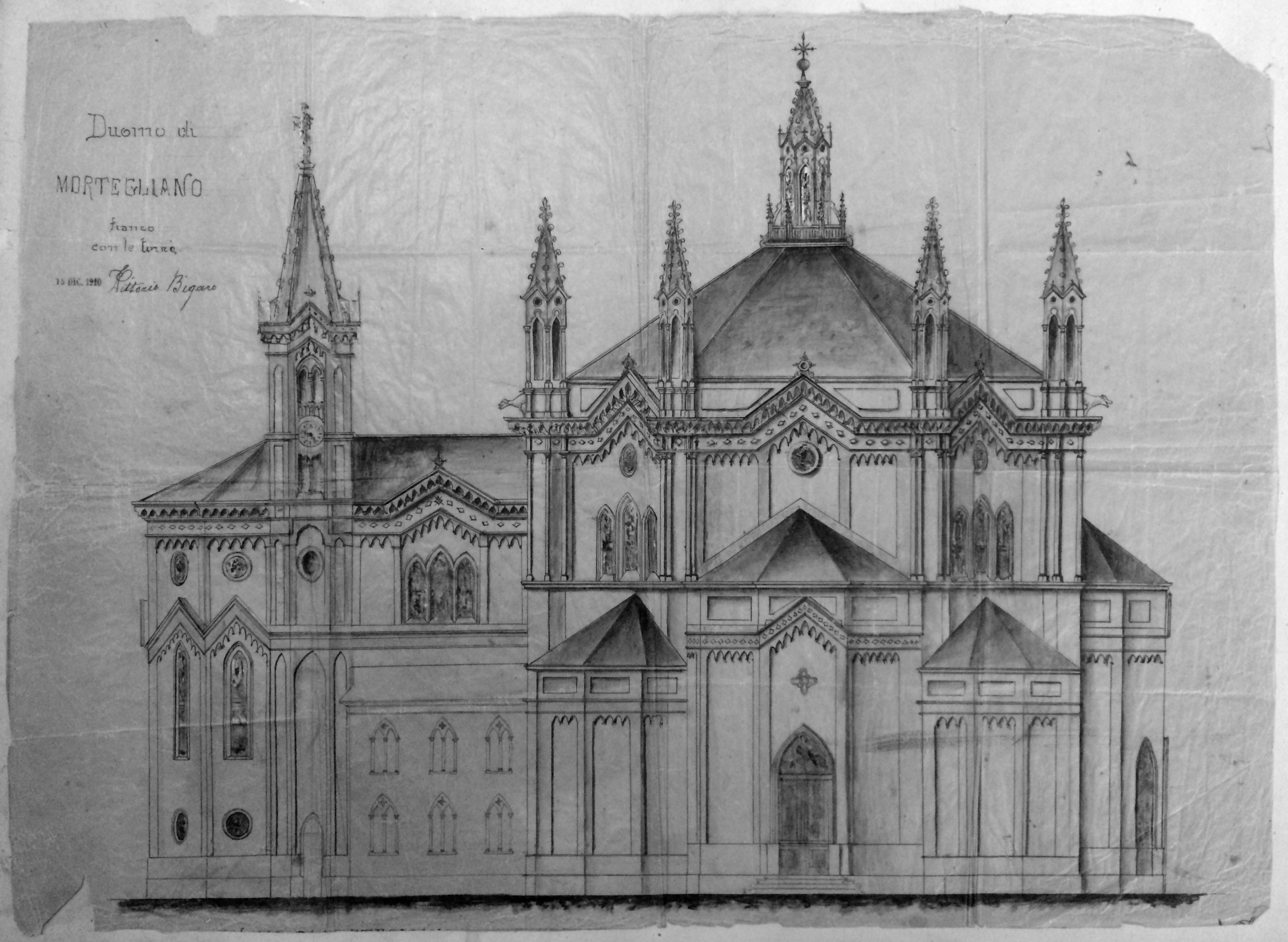
Vittorio Bigaro, Duomo di Mortegliano. Fianco con torri (1910).

### La ripresa dei lavori per la copertura
Una soluzione per la copertura del duomo giunse soltanto nei primi mesi del 1906, quando una nuova commissione esecutrice affidò al capomastro Vittorio Bigaro il compito di costruire la copertura a tenda a otto falde convergenti secondo l'idea da lui propugnata; tuttavia per la sua realizzazione furono necessarie le soluzioni tecniche e l'assunzione di responsabilità dell'ing. Piani. Iniziò così la posa delle capriate lignee, culminata nell’estate del 1907 con l'edificazione del pinnacolo centrale a edicola cuspidata, costruito in legno ricoperto da lamiera zincata. I lavori di copertura dell’abside e delle altre cappelle procedettero, tra incertezze e rallentamenti, fino alla fine del 1913, quando venne demolito il piccolo campanile della pieve di San Paolo.
Don Leonardo Palese, che nel 1911 era divenuto pievano, poté iniziare a occuparsi anche della sistemazione dell’interno. Nel dicembre del 1913 le finestre dell’abside, all’epoca soltanto tre, furono abbellite da vetrate rappresentanti il Redentore e i due santi patroni Pietro e Paolo . Dopo l’intonacatura e la tinteggiatura delle pareti dell’ottagono centrale, anche le relative trifore furono dotate di vetrate con i quattro evangelisti. Mentre non fu mai completato il soffitto del corpo centrale, vennero costruite la gradinata esterna e quella del presbiterio, che venne contestualmente pavimentato. La costruzione di un altare maggiore provvisorio fu affidata allo scultore Giovanni Rampogna (1869-1946), ma l’ingresso dell’Italia in guerra ne sospese l’installazione. L’occupazione del duomo da parte dei reparti militari danneggiò questa e altre opere. Nel 1920 si dovette procedere con la riparazione dei danni di guerra, con la provvisoria pavimentazione del corpo centrale e delle cappelle con un getto di calcestruzzo, e con ulteriori modifiche.

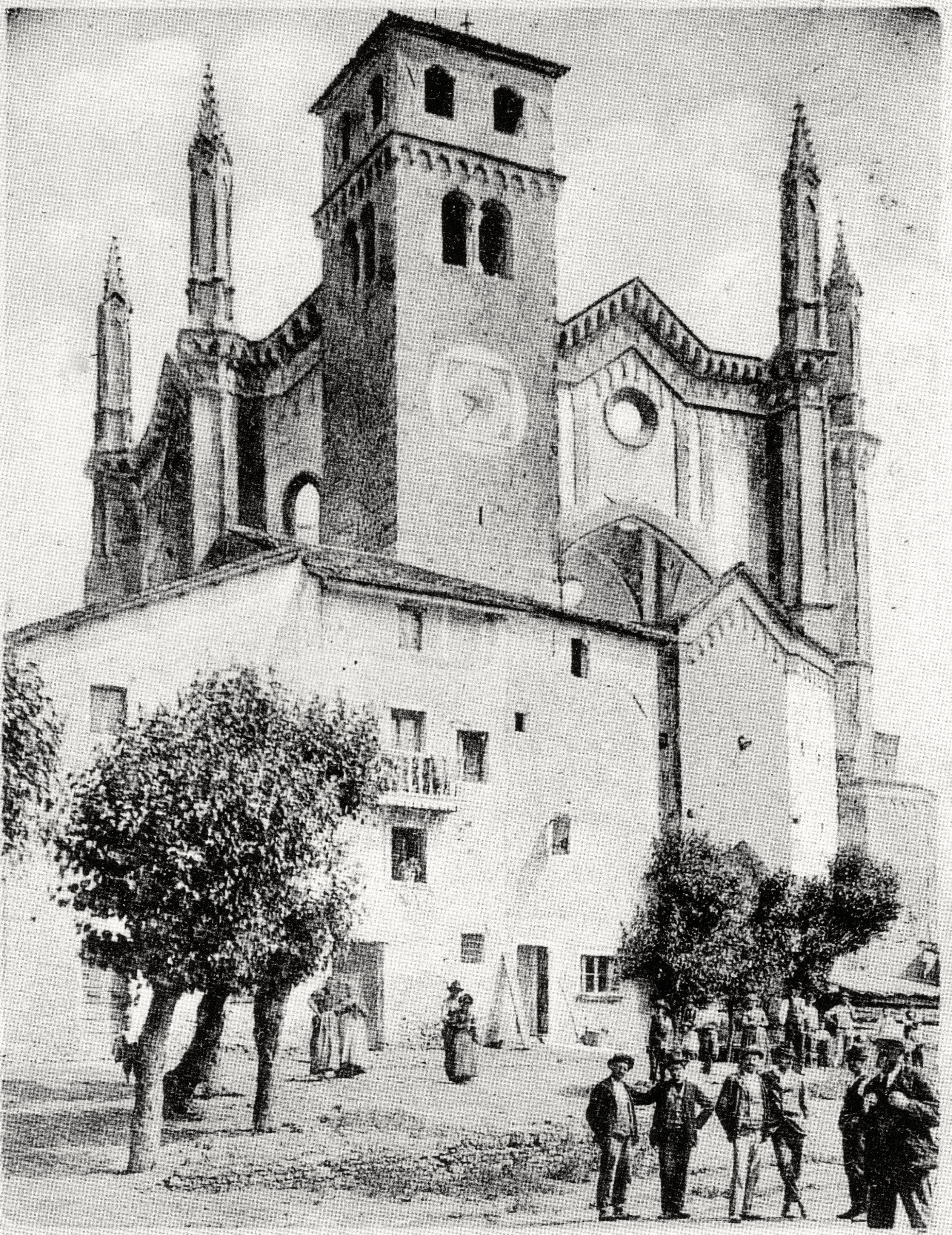
Il duomo in costruzione e alcune case della cortina prima del 1906.
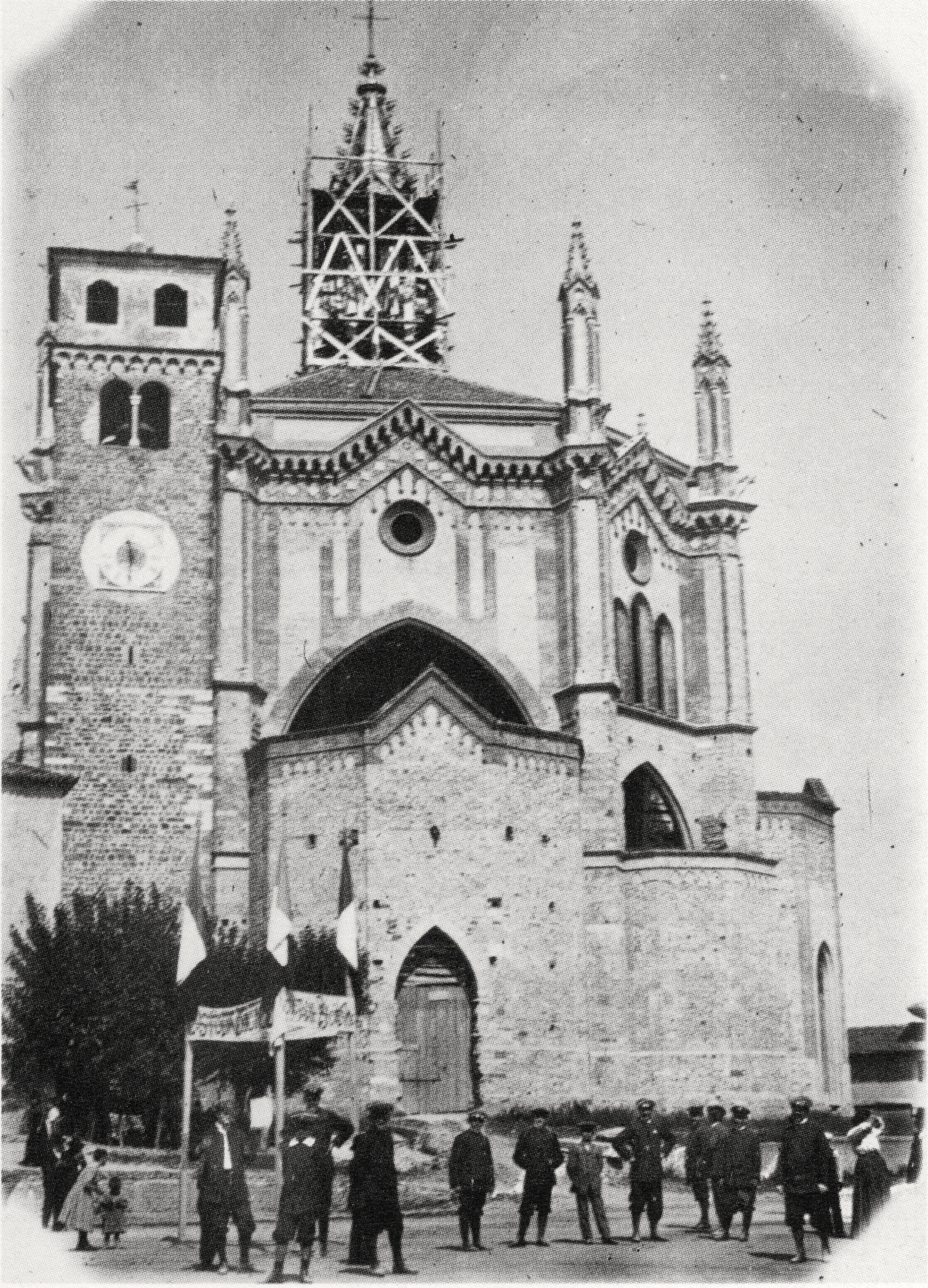
Il completamento della cuspide centrale nell'estate del 1907.
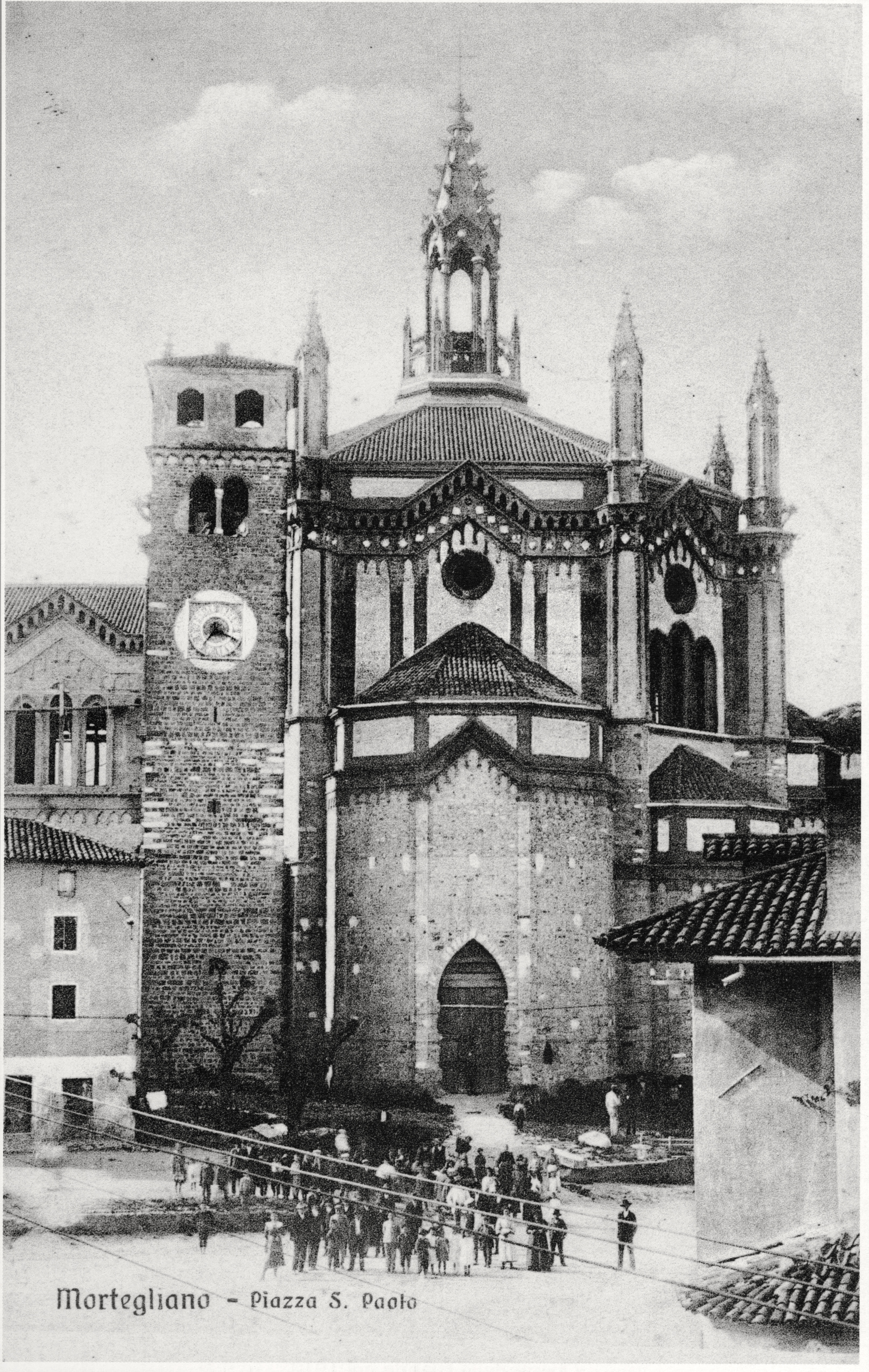
Veduta laterale del duomo nel periodo compreso tra il 1911 e il 1913.
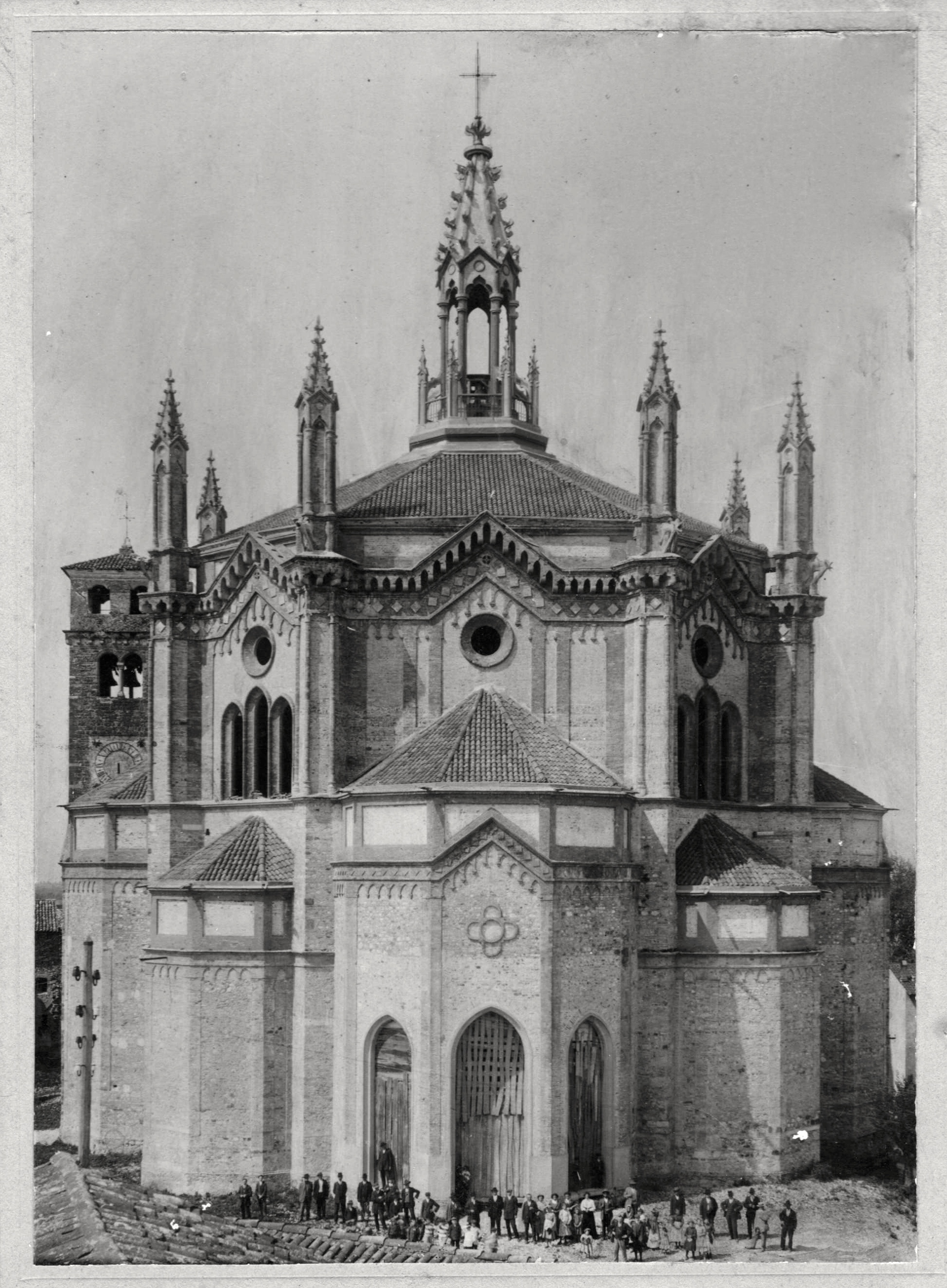
Veduta frontale del duomo prima del 1913.

### L’inaugurazione e il primo dopoguerra
Il 27 novembre 1920 mons. Antonio Anastasio Rossi, arcivescovo di Udine, consacrò il nuovo duomo, e restituì alla parrocchia il titolo dei santi apostoli Pietro e Paolo. Nello stesso anno e in quelli successivi si procedette con la realizzazione di alcune importanti opere strutturali: gradinate interne, atrio e tribuna per l’organo, bussola, intonacatura e pavimentazione di alcune cappelle. Mancavano inoltre alcuni arredi sacri, alcuni dei quali (battistero, acquasantiere, altari) vennero semplicemente trasportati dalla chiesa della SS. Trinità tra il 1921 e il 1922. Fu invece acquistato dalla ditta «Mascioni» un nuovo organo, inaugurato nel 1927. Tra le diverse cappelle venne decorata soltanto quella della Vergine: per essa lavorò nel 1930 il pittore Mario Sgobaro.

### Dalla fine degli anni Trenta a oggi
Gli arcipreti Olivo Comelli (1938-1948) e Valentino Buiatti (1948-1959) si dedicarono a ulteriori lavori di completamento, come la posa della pavimentazione a partizioni geometriche centralizzate in marmo rosso di Verzegnis e paglierino di Chiampo (1942), la trasformazione in stile del soffitto del presbiterio (1942), la costruzione del pulpito (1943), il rivestimento in marmo della cappella del battistero (1944), il restauro del tetto, della cuspide e delle guglie (1949), l’applicazione delle nuove vetrate (1950-51), la decorazione del presbiterio (1951-52) e delle cappelle laterali maggiori e minori (1954). Nel 1954 vennero acquistati dalla ditta Burello i candelieri in ottone, disegnati dall'arch. Domenico Rupolo.
L’acquisto dei banchi in noce è stato completato nel 2014.

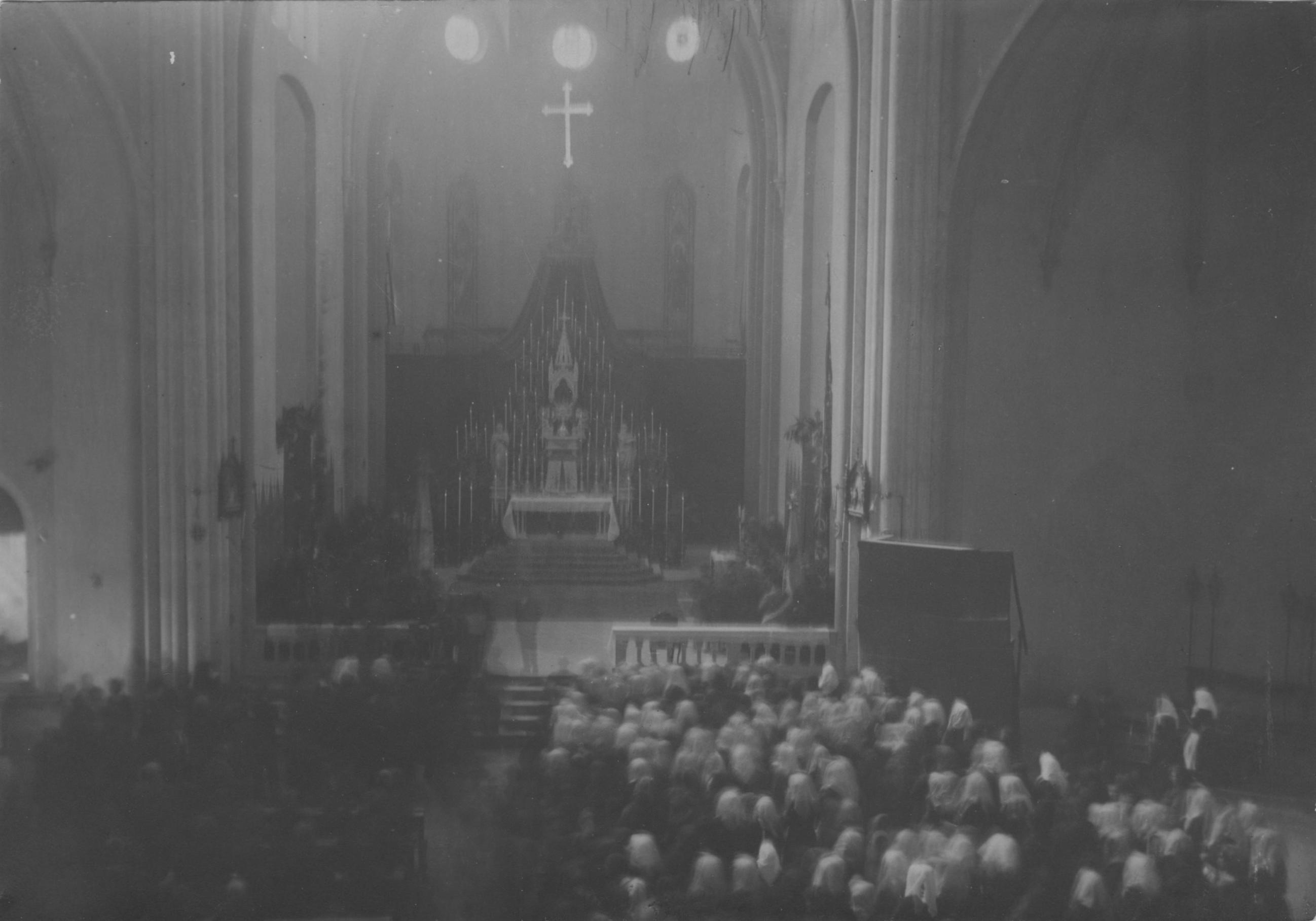
L'interno del duomo durante le Quarant'ore in una foto che risale probabilmente alla seconda metà degli anni Venti; si notino la primitiva forma dell'altare maggiore e delle volte dell'abside.
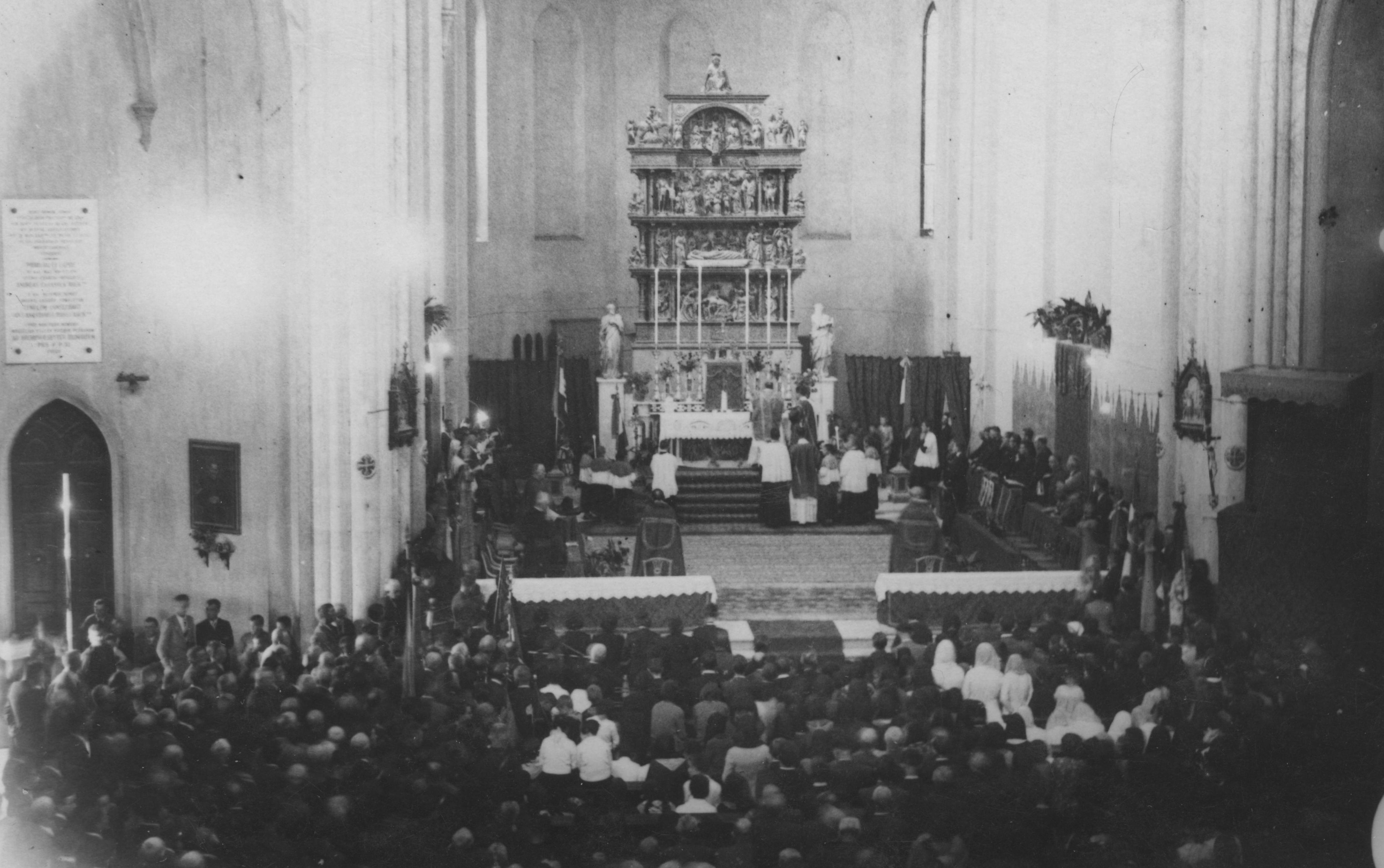
Il duomo durante una celebrazione negli anni fra il 1936 e il 1942; la pala di Giovanni Martini è stata collocata dietro l'altare maggiore, che è stato modificato; nell'ottobre del 1942 le volte dell'abside, con i relativi costoloni, furono uniformati a quelle delle altre cappelle.
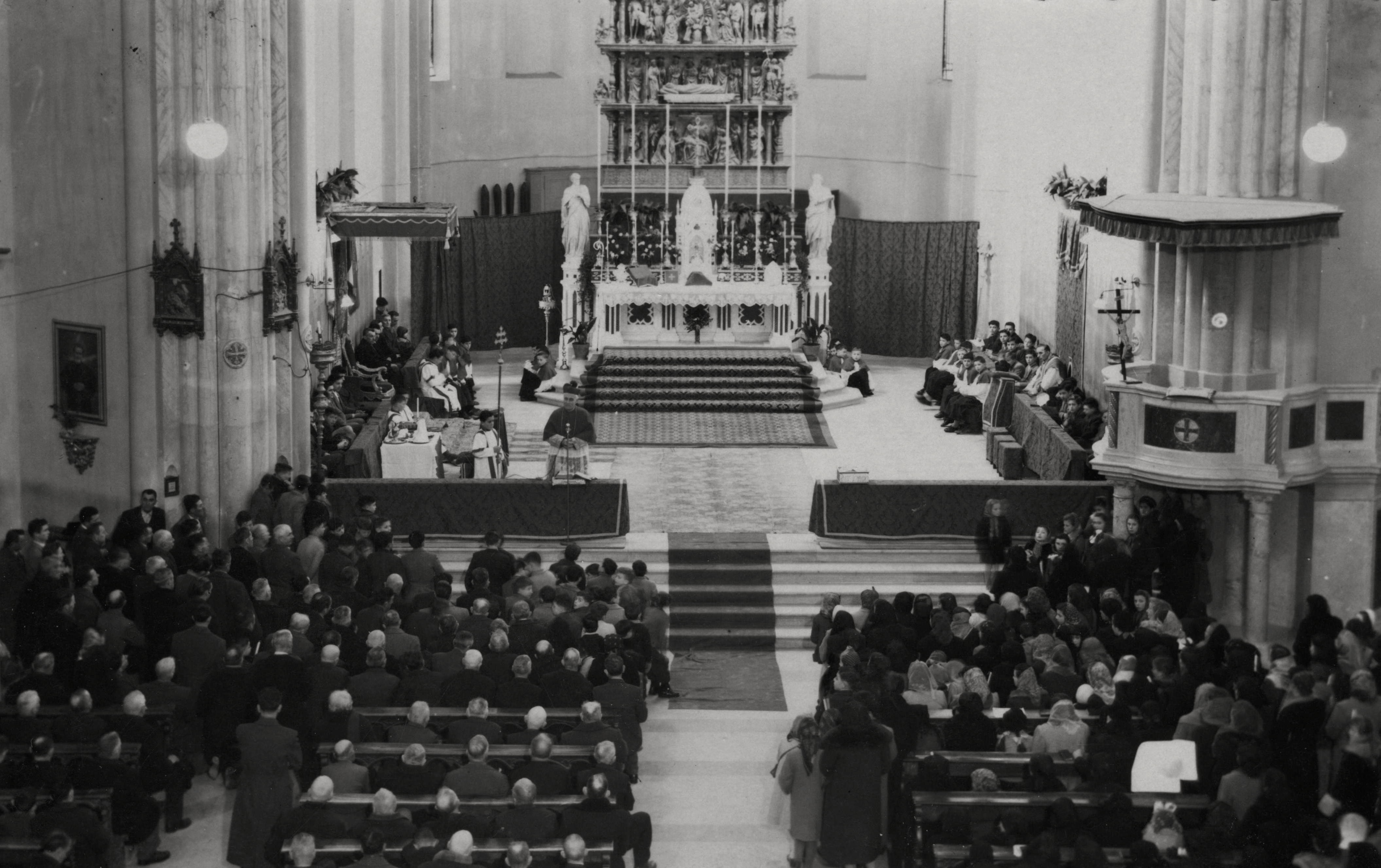
Il duomo durante le cresime del 1950; l'altare maggiore ha quasi raggiunto la sua forma definitiva, mentre le vetrate dell'abside non sono ancora state installate.
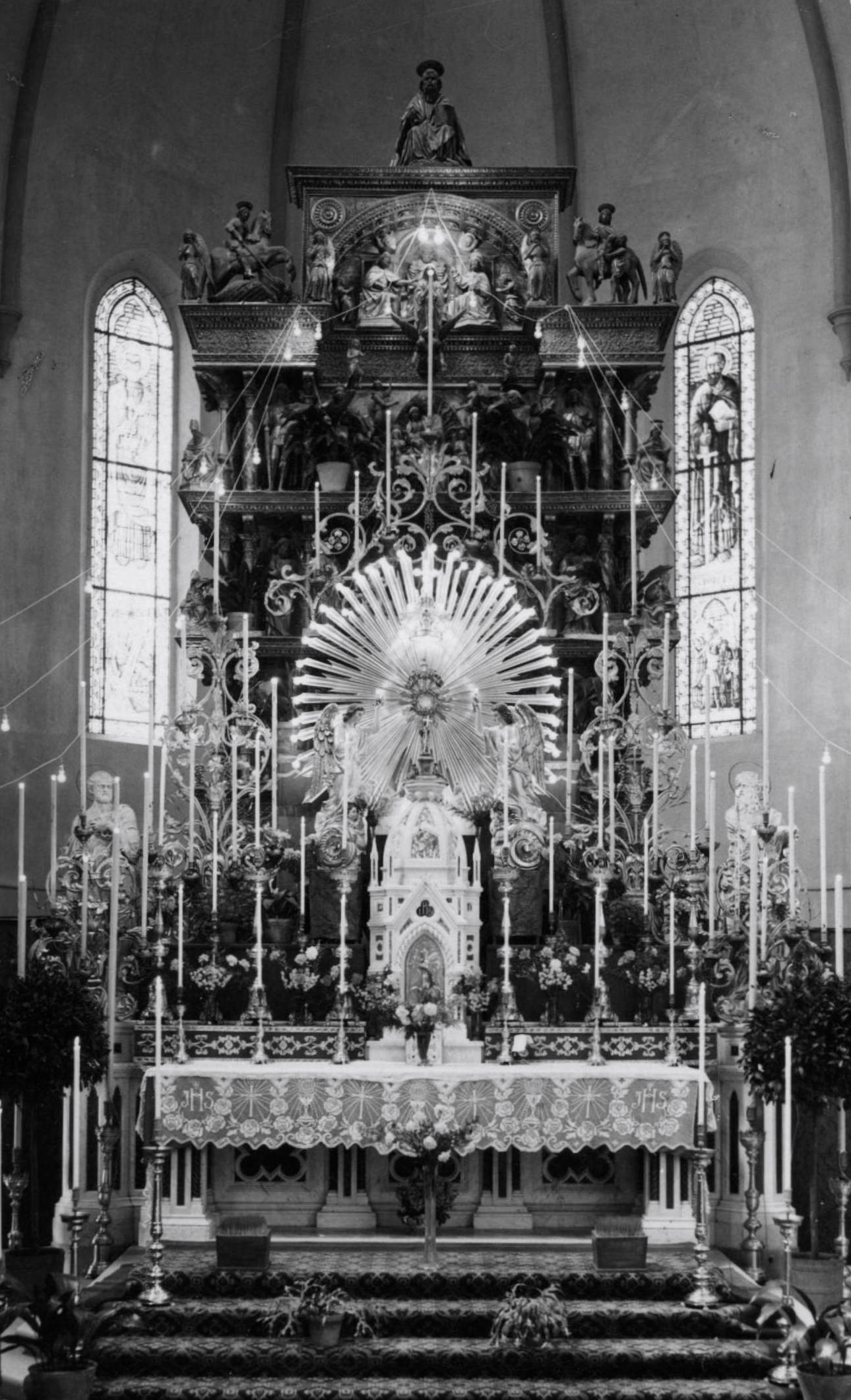
Il duomo durante le Quarant'ore del 1951; sono state montate le vetrate dell'abside, le volte della quale erano state modificate già nel 1942.
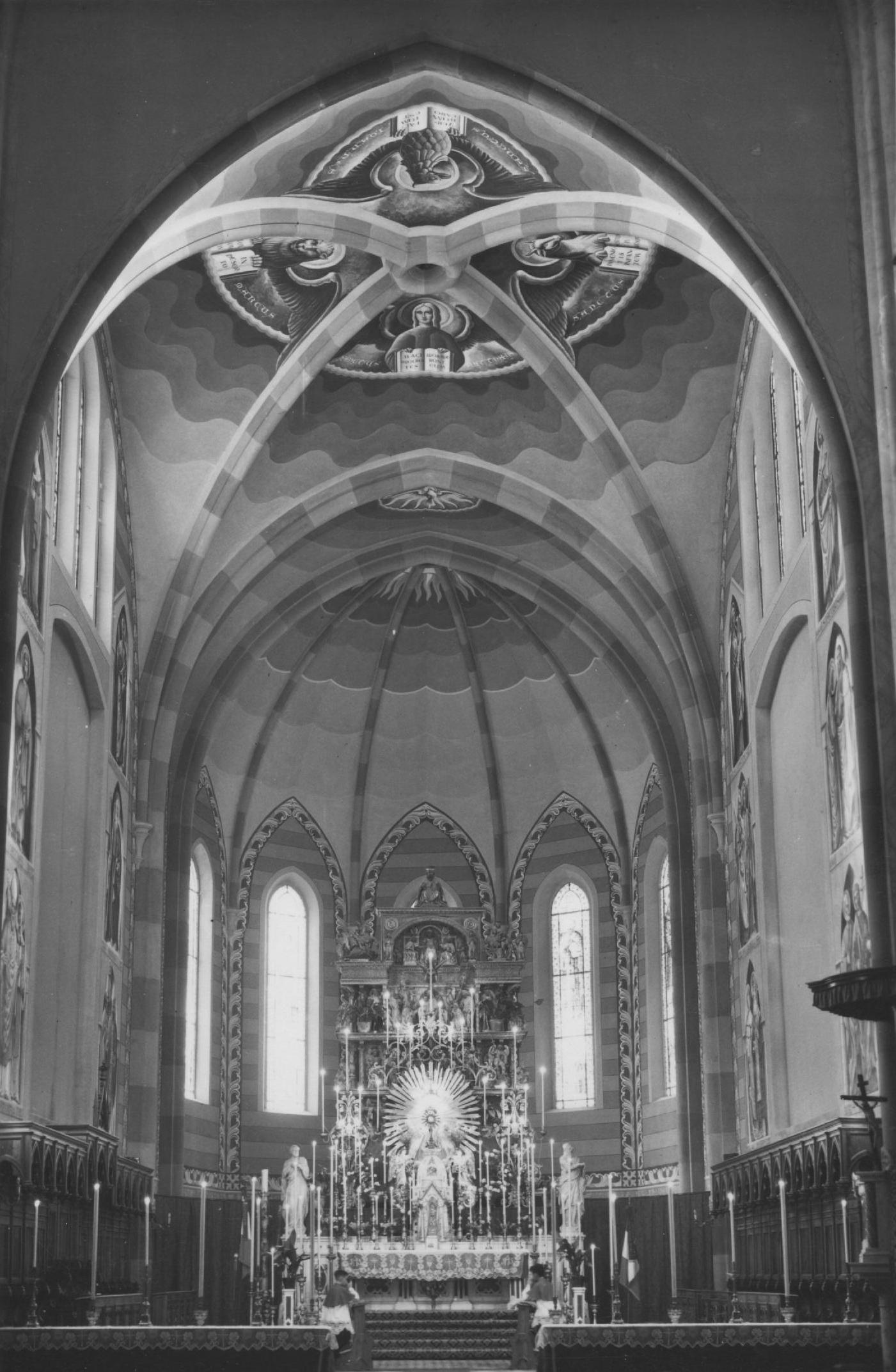
Il duomo durante le Quarant'ore in una foto successiva al 1952, anno in cui è stata decorata l'abside; l'altare maggiore, allargato, ha raggiunto la sua forma definitiva.

## L'esterno
La mole del duomo si scorge, accanto a quella del campanile, a mano a mano che ci si avvicina al centro abitato; la sua posizione è rilevata rispetto al piano stradale.
Il materiale costruttivo è in parte eterogeneo, in parte costituito da mattoni a vista.
La costruzione appare impostata su una pianta centrale; il corpo principale, a otto facciate, è racchiuso da otto pilastri che terminano negli alti pinnacoli sommitali. Ogni facciata è caratterizzata da lesene, da un fregio di archetti e da un oculo centrale; nella parte superiore termina in un cornicione rilevato ad archetti e timpano. Le quattro facciate minori, dalle quali aggettano cappelle di altezza ridotta rispetto a quelle maggiori, ospitano nella parte superiore, più ampia, altrettante trifore vetrate. Dei quattro lati maggiori, i due sull'asse principale sviluppano il prospetto di facciata e il profondo presbiterio; dagli altri due lati, in mezzeria, aggettano le due cappelle maggiori.
Ai tre portali d’ingresso dell'edificio, ogivali e collocati sui tre lati centrali dei cinque che compongono la facciata aggettante, ci si avvicina salendo l'imponente gradinata a semicerchio progettata dall'ingegnere Antonio Piani.
Il corpo rettangolare del presbiterio termina nell'abside, anch'essa a cinque lati, come il corpo di facciata e le due cappelle maggiori; fungono da raccordo tra abside e presbiterio due piccoli aggetti poliedrici; quello del fianco sinistro (al quale è addossata anche l'adiacente sacrestia a due piani) si interrompe all'altezza della copertura del presbiterio, mentre quello di destra si sviluppa in altezza come piccola torre campanaria (non più utilizzata).

## L'interno
All'interno è più chiaramente percepibile la pianta centrale, che nell'asse principale si sviluppa nel corpo d'ingresso e nel presbiterio, mentre nella mezzeria si apre nelle due cappelle maggiori; i quattro lati minori ospitano altrettante cappelle di dimensioni più ridotte. Il soffitto del corpo centrale mostra travature a vista. Le pareti sono racchiuse da alti pilastri angolari in fascio di colonnine, che nella parte alta disegnano una arcata ogivale.
Tutti i corpi degli otto lati si aprono con un arco ogivale, terminano con costolonature a ombrello e sono decorati da campiture geometriche dipinte. Il corpo d'ingresso appare diviso in due livelli: quello inferiore è caratterizzato da un triforio ogivale, quello superiore dalla galleria che ospita l'organo.
Rispetto alla quota dell'aula, il presbiterio è sopraelevato di cinque gradini. La parte più ampia, che precede l'altare maggiore, è caratterizzata da soffitto a crociera con costolonature rilevate; nella zona superiore delle pareti contrapposte si aprono due trifore. Ai due corpi aggettanti visibili all'esterno corrispondono, all'interno, due archi ogivali; superata questa breve zona intermedia, si giunge nell'abside pentagonale, nelle cinque pareti della quale si aprono altrettante monofore ogivali.
1. - Vetrata di san Giovanni XXIII
2. - Battistero

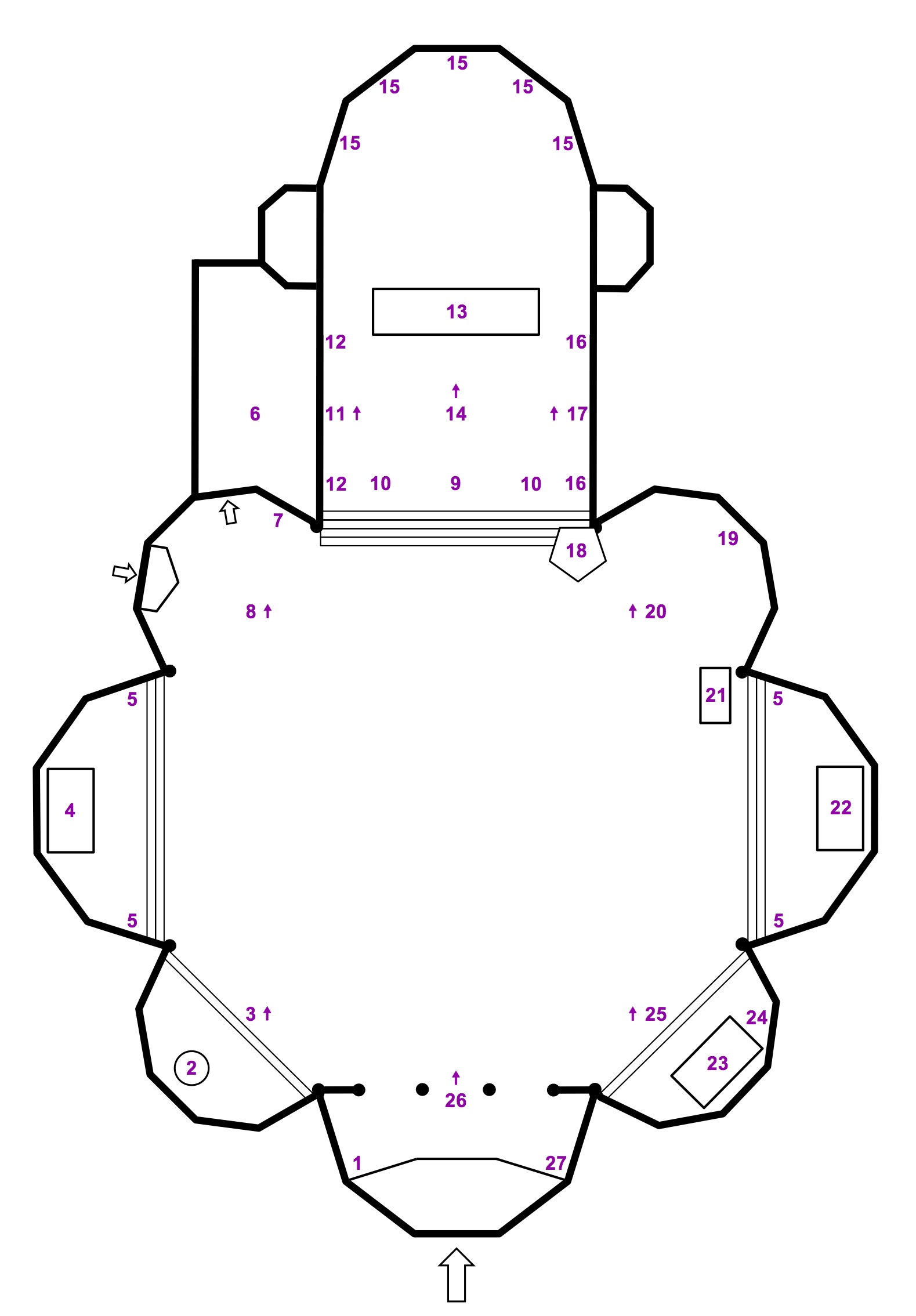
Pianta del duomo

3. - Vetrate: trifora Credo in Deum creatorem
4. - Altare della Beata Vergine del Rosario
5. - Confessionali
6. - Sacrestia
7. - Pala di sant’Antonio di Padova
8. - Vetrate: trifora Credo in Iesum Christum
9. - Presbiterio
10. - Stalli del coro
11. - Vetrate del presbiterio: trifora di sinistra (Vergine Maria regina della pace)
12. - Pitture dell'abside: parete sinistra
13. - Altare maggiore
14. - Pitture del soffitto dell'abside
15. - Vetrate dell'abside: monofore (San Pio X, San Pietro, Buon Pastore, San Paolo, San Francesco)
16. - Pitture dell'abside: parete destra
17. - Vetrate del presbiterio: trifora di destra (San Giuseppe)
18. - Pulpito
19. - Crocifisso
20. - Vetrate: trifora Credo in Spiritum Sanctum
21. - Organo “Barbina”
22. - Altare del Sacro Cuore di Gesù
23. - Croce astile di Tiziano Aspetti jr.
24. - Pala d’altare di Giovanni Martini
25. - Vetrate: trifora Credo vitam aeternam
26. - Organo “Mascioni”
27. - Vetrata di san Pio X

### La cappella del battistero
La prima cappella a sinistra ospita il fonte battesimale in pietra scolpita, che risale al 1571 e si trova in duomo dal 1921. Fra i tre putti addossati al fusto sono visibili una croce, un cartiglio con la scritta ECE / AGNU / S DEI e uno stemma, verosimilmente degli Strassoldo. La fascia superiore della coppa reca l’iscrizione: DOMINICO PETRI. ET MATHIUSSIO FASSII. CAMER. M.D.LXXI. La copertura in rame, risalente al 1692 e attribuita all’artigiano udinese Gioseffo Franco, è lavorata a sbalzo a rappresentare putti e diversi ornamenti. Il rivestimento marmoreo della cappella e la balaustra sono stati realizzati nell’aprile del 1944. I simboli che decorano le pareti richiamano gli effetti del battesimo; le iscrizioni riportano testi ricavati dagli antichi battisteri delle basiliche romane.

### La cappella della Beata Vergine del Rosario
L’altare della cappella maggiore di sinistra proviene dalla chiesa della SS. Trinità. Realizzato in gran parte in marmo bianco di Carrara e rosso Francia da Giovanni Battista Cucchiaro nel 1738, è stato smontato e ricostruito in duomo dai fratelli Merluzzi di Sevegliano nel 1921.
Sono dedicati ai quindici misteri del rosario i quattro bassorilievi che rivestono i dadi delle colonne e le undici formelle che incorniciano la nicchia.
La statua della Beata Vergine del Rosario è stata acquistata nel giugno del 1914 presso la ditta Ferdinand Demetz di Ortisei e sostituisce una precedente immagine, probabilmente in marmo, alquanto logora.
Le decorazioni parietali sono state realizzate nel 1930 dal pittore udinese Mario Sgobaro. Raffigurano, da sinistra a destra, una imbarcazione cristiana e una turca (allusioni alla battaglia di Lepanto), la bestia con sette teste che sale dal mare (immagine apocalittica del maligno), e l’assedio che i turchi posero a Mortegliano fra il 4 e il 5 ottobre 1499 (è ben visibile una ricostruzione della cortina e dell’antica chiesa di San Paolo). Al centro, due angeli circondano un rosaio, simbolo della Vergine Maria, mentre lungo i lati della cappella sono presenti iscrizioni tratte da testi biblici e liturgici,
La balaustra marmorea proviene dalla chiesa della SS. Trinità, ove delimitava il presbiterio.
Anche i confessionali collocati nelle due cappelle maggiori provengono dall’altro edificio sacro. Tre di essi risalgono al 1726 e si devono alla mano di Filippo Lanteriis; l’ultimo è stato realizzato nel 1753 dal morteglianese Giovanni Battista Cantarutti.

### La pala di sant'Antonio di Padova e la sacrestia
Nella cappella minore alla sinistra del presbiterio, accanto all’ingresso della sacrestia, è collocata la pala di sant'Antonio di Padova, acquistata nel 1850 per uno degli altari della chiesa della SS. Trinità.
La sacrestia è stata edificata nel 1914, dopo che nel 1913 era stato demolito il campanile della vecchia parrocchiale. Nel 1921 era prevista la costruzione di una seconda sacrestia, mai compiuta.

### L’abside

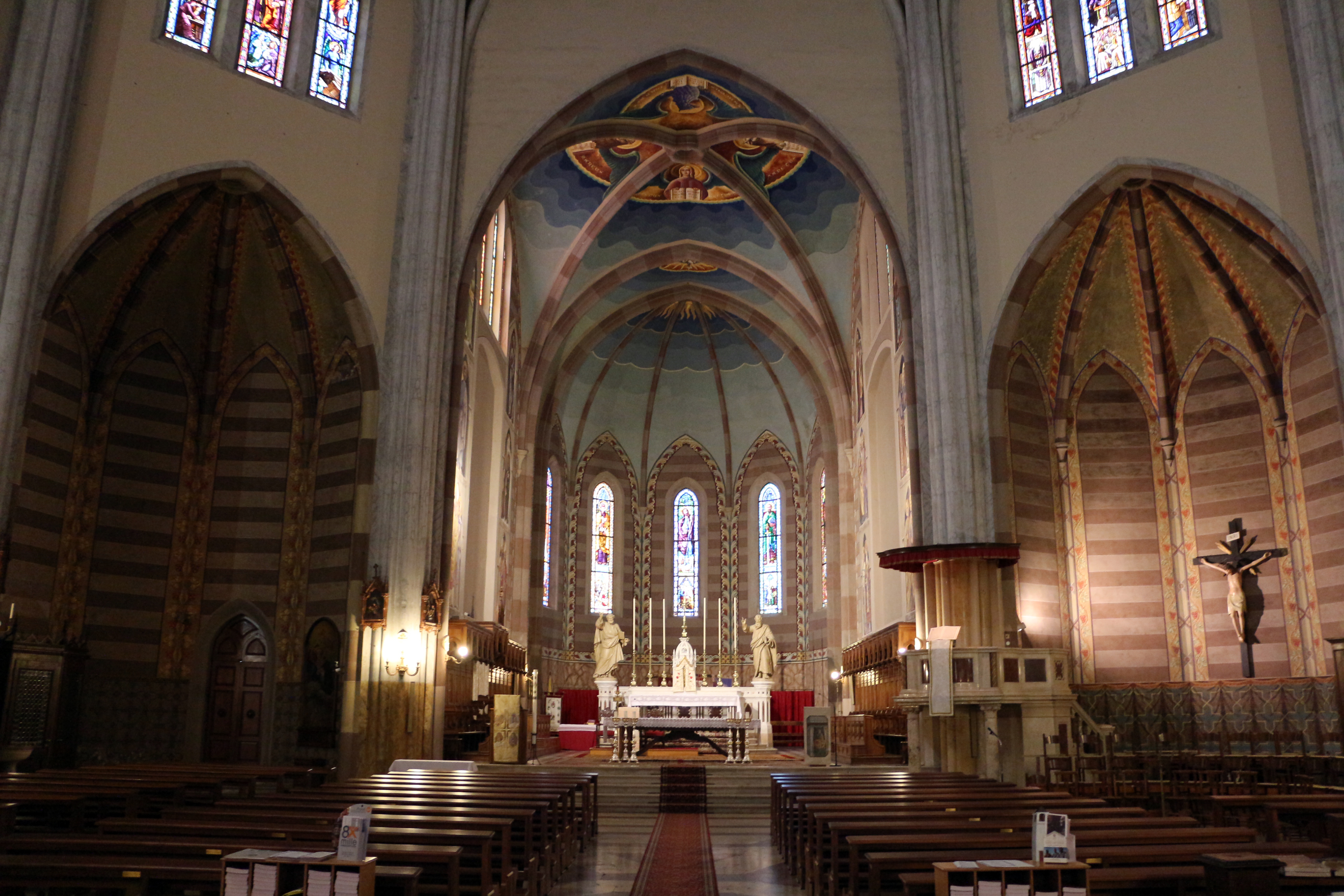
Vista sul presbiterio

Lo scultore Giovanni Rampogna aveva preparato nel 1915 un primo altare maggiore in pietra artificiale, cemento e marmo, ma il manufatto venne danneggiato durante l’occupazione del duomo nel corso della guerra e poté essere montato soltanto nel 1920. Già questa prima opera era completata dalle statue marmoree settecentesche dei santi Pietro e Paolo sottratte all'altare maggiore della chiesa della Santissima Trinità. Poiché si prevedeva di trasportare in duomo la pala d'altare di Giovanni Martini, all'epoca conservata nell’altro edificio sacro, e di collocarla nell’abside, già nel 1924 mons. Ivan Trinko consigliò di allargare l’altare in marmo e di rimuoverne l’alto ciborio per rendere visibile l'opera lignea. Le modifiche vennero apportate a più riprese fino al 1943, quando si decise di costruire un nuovo altare maggiore sfruttando elementi dell’opera originaria. L'intervento sul nuovo altare, inaugurato nel dicembre 1945, è dovuto al marmista Davide Paroni. Nella primavera del 1947 venne aggiunto il tabernacolo, progettato da Pietro Zanini.
Nel settembre 2011 le statue dei santi Pietro e Paolo sono state restituite alla loro collocazione originaria sull'altare maggiore della chiesa della Santissima Trinità, mentre le statue attuali sono state concesse in comodato d’uso il 19 giugno 2014 dal Museo Diocesano e Gallerie del Tiepolo di Udine, che a sua volta le aveva ricevute dalla Basilica della Beata Vergine delle Grazie di Udine. Esse sono state realizzate, tra la fine del XVIII e l'inizio del XIX secolo, da uno scultore ignoto che le ha intagliate da blocchi di legno di pioppo e di conifera, uniti con l'impiego di cavicchi e colla. La croma visibile è in finto marmo, ma originariamente erano presenti colori ad olio su un sottile strato preparatorio. 
Le decorazioni del presbiterio sono state realizzate all’inizio degli anni Cinquanta del Novecento dagli artisti della ditta «Scolari e Salviati» di Padova. Nel soffitto sono rappresentati i simboli degli evangelisti. Alle pareti sono raffigurati santi apostoli ed evangelisti, vescovi e martiri. Accanto a ogni immagine sono indicati i nomi dei relativi offerenti.
Gli stalli sono stati costruiti tra il 1952 e il 1953 dagli artigiani morteglianesi Giovanni Gori e Giuseppe Beltrame, su disegno dell’architetto Pietro Zanini; lo scultore udinese Virginio Lodolo ha curato gli intagli.

### Le vetrate dell’abside
Le prime vetrate del duomo erano state predisposte negli anni precedenti il primo conflitto mondiale dal prof. Armando Dalla Porta di Verona per l'Industria Vetraria Friulana dell’udinese Eugenio Maffioli. Le attuali, che sostituiscono quelle originali andate distrutte, sono state lavorate a fuoco fra il 1950 e il 1951 dalla ditta «Scolari e Salviati» di Padova.
Le cinque monofore rappresentano san Francesco, san Paolo, il buon Pastore, san Pietro e san Pio X; al posto di quest'ultima immagine, danneggiata nel corso degli anni Settanta e Ottanta del Novecento, è stata collocata nel corso del 2006 un’opera realizzata dalla ditta «Gibo» di San Giovanni Lupatoto, che negli stessi anni stava curando anche il restauro delle rimanenti vetrate. La trifora di sinistra raffigura la Vergine Maria regina della pace e le sofferenze provocate dalla guerra; il medaglione ritrae il pontefice Pio XII; la trifora di destra rappresenta san Giuseppe e alcune scene di lavoro nelle officine, nelle filande e nei campi; il medaglione è dedicato a papa Leone XIII.

### Il pulpito e il crocifisso ligneo
L’architetto Pietro Zanini ha progettato anche il pulpito, realizzato tra il 1942 e il 1943 dal marmista Davide Paroni di Mortegliano.
Nella cappella minore a destra del presbiterio, alle spalle della postazione del coro, si conserva il grande crocifisso che, prima di essere portato in duomo, nel 1939, si trovava presso la tomba dei sacerdoti nel cimitero. L’opera è attribuita al XVIII secolo.

### La cappella del Sacro Cuore di Gesù
Proviene dalla chiesa della Santissima Trinità, dove era dedicato alla Santa Croce, anche l'altare della cappella maggiore di destra. Esso fu commissionato al palmarino Carlo Picco nel 1743, mentre la pala della Crocifissione, che si trovava in corrispondenza della nicchia, era stata richiesta nel 1753 al pittore udinese Giovanni Domenico Ruggeri (dopo il restauro del 1917 essa si trova nuovamente nella collocazione originaria, nella chiesa della SS. Trinità).
L’altare marmoreo è stato qui ricostruito nel 1922, con aggiunte e modifiche, dall'altarista Bortolo Rizzotti di Artegna (i gradini non sono quelli originali). In quel frangente la tela della Crocifissione venne sostituita con la statua del Sacro Cuore di Gesù, che era stata acquistata nel dicembre del 1914 presso la ditta Ferdinand Demetz di Ortisei, in Val Gardena.
Il tabernacolo era stato commissionato nel 1768 per la riposizione del Sacramento nella celebrazione del giovedì santo; è stato poi destinato a conservare le reliquie dei santi.
Le decorazioni a queste pareti e a quelle delle cappelle minori, opera dello studio d’arte decorativa di Aldo Scolari e Silvio Salviati, risalgono al 1954. Quelle della cappella del Sacro Cuore rappresentano in otto quadrilobi i simboli e gli strumenti della Passione con, al centro, l’Agnello immolato.
La balaustra, della ditta «Pietro D’Aronco» di Gemona, è stata posata nel 1923.

### La cappella della pala di Giovanni Martini

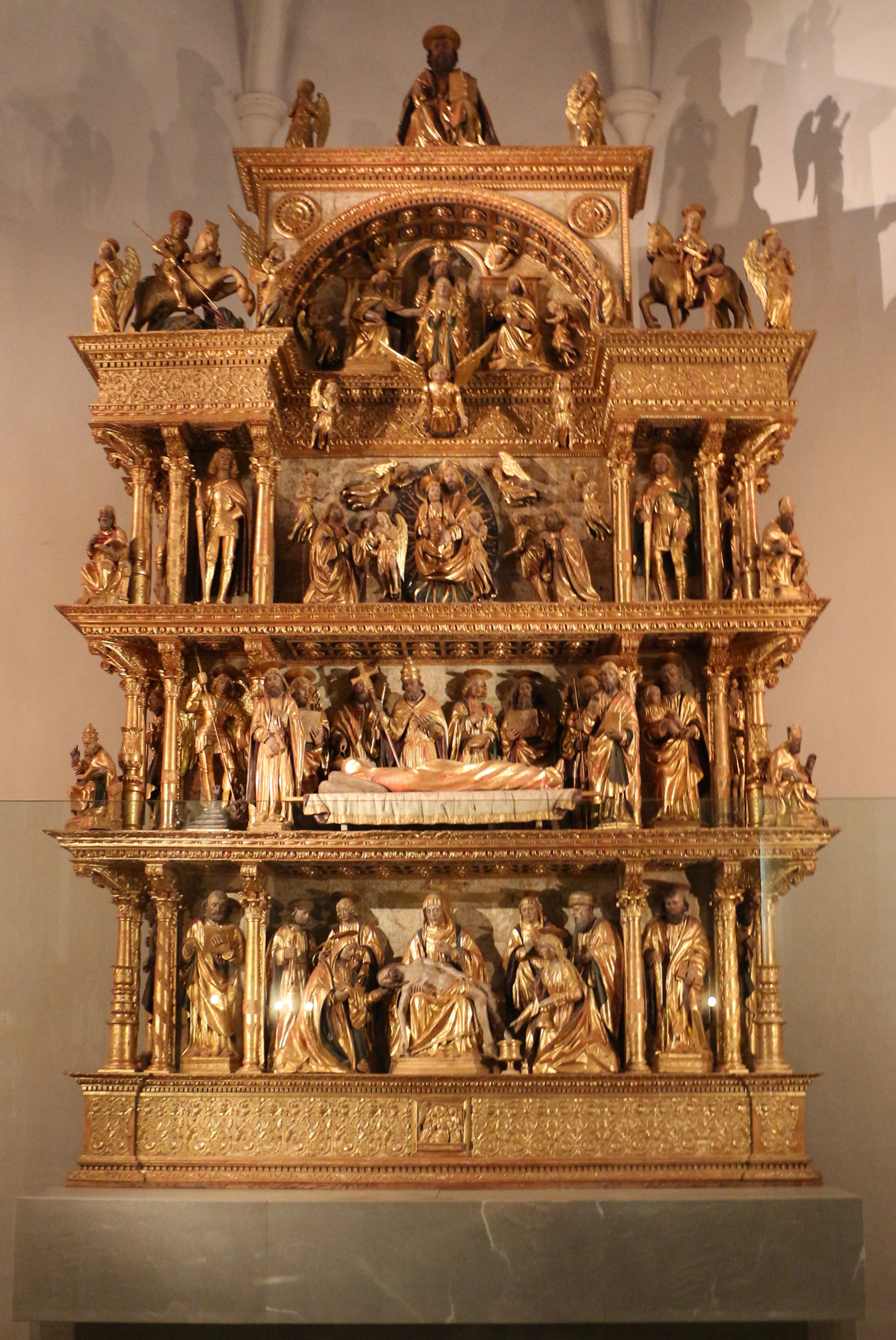
L'altare ligneo di Giovanni Martini.

Dal 1986 la cappella minore compresa fra quella del Sacro Cuore e l'ingresso principale ospita la pala d’altare in legno dipinto e dorato costruita fra il 1523 e il 1526 da Giovanni di Martino Mioni (c. 1470-1535), al quale venne pagata 1.180 ducati. Essa era stata commissionata dai camerari del comune per fungere da altare maggiore dell’antica matrice di San Paolo. In previsione della demolizione di quest’ultima, nel 1864 la pala venne portata nella chiesa della SS. Trinità, dove rimase fino al 1935. Nell’agosto di quell’anno trovò posto dietro l’altare maggiore del duomo, dove rimase quasi ininterrottamente fino al 1983, anno in cui fu avviato un radicale restauro.
L’opera, che misura 6,01 metri di altezza, 3,70 di larghezza e quasi un metro di profondità, è arricchita da 63 statue e 42 colonnine. Il tema centrale propone, dal basso verso l'alto, quattro scene della vita della Vergine Maria: la deposizione del Figlio ovvero la pietà, la dormizione, l’assunzione e l'incoronazione. Tra le colonne sono ospitati, oltre ai patroni, diversi santi ausiliatori; alle estremità si vedono i quattro padri della Chiesa occidentale; sulla sommità trovano posto i santi Martino e Giorgio e, al centro, il patrono san Paolo.
In quest’opera Giovanni Martini abbandonò la tradizionale struttura degli altari lignei, dove le statue erano inserite in nicchie, per adottare una struttura in piani, ciascuno dei quali costituisce uno spazio nel quale i personaggi rappresentano una scena completa della vita di Maria. L'altare di Mortegliano segna il superamento definitivo dello stile gotico, e l’ingresso della scultura lignea friulana nel rinascimento.
Le dimensioni dell'opera, la sua complessità, le peculiarità stilistiche e strutturali, le tecniche e l’impianto figurativo fanno della pala d'altare di Giovanni Martini uno dei massimi capolavori di scultura lignea di tutto l'arco alpino orientale.
Nella cappella della pala si può ammirare anche la croce astile in argento dorato attribuita all’orefice e scultore Tiziano Aspetti jr. (ca. 1559-1606). Le nicchie ospitano immagini dei santi Pietro Martire, Tommaso d’Aquino, Caterina da Siena, Domenico, Osvaldo e Paolo; le estremità recano su un lato l’Eterno Padre, la Maddalena, la Madonna e san Giovanni, sull’altro gli evangelisti. Al centro compaiono, come di consueto, il Crocifisso e la Madonna con il Bambino. La tipologia dell’opera richiama le simili croci di Domegge e di Perasto, nei pressi di Cattaro.

### Le vetrate del corpo centrale e della bussola
Come le vetrate dell'abside, anche quelle dell'ottagono, realizzate dalla ditta Maffioli, erano andate distrutte. Le quattro nuove trifore del corpo centrale, uscite dall’officina della ditta «Scolari e Salviati» di Padova fra il 1950 e il 1951, illustrano gli articoli di fede del Credo. La vetrata collocata sopra il battistero rappresenta la creazione del mondo e dell’uomo (Credo in Deum creatorem); quella sovrastante la porta laterale raffigura la redenzione (Credo in Iesum Christum); la successiva è dedicata alla santificazione e allo Spirito Santo (Credo in Spiritum Sanctum); l’ultima trifora mette a tema la vita eterna (Credo vitam aeternam).
Nella bussola sono presenti altre due vetrate: quella di sinistra, del 2009, è dedicata a san Giovanni XXIII; quella di destra, degli anni Ottanta del Novecento, rappresenta san Pio X. Entrambe sono state collocate dalla ditta «Gibo».

### Gli organi a canne[4]

#### L'organo maggiore
L’organo maggiore, realizzato dalla ditta organaria «Vincenzo Mascioni» di Cuvio (presso Varese), è stato benedetto il 13 novembre 1927. È contrassegnato dal numero d'opera 387. Collocato sulla tribuna costruita nel 1921, è dotato di una consolle a trasmissione pneumatico-tubolare. Nella cassa, addossata alla parete della cappella, sono contenute quasi duemila canne; quelle di facciata, di zinco e con labbro superiore a mitra, sono disposte su tre campate a cuspide di tredici, nove e tredici elementi, a formare un prospetto "alla ceciliana". Lo strumento ha due tastiere di 58 note (Do-La) e una pedaliera di 30 note (Do-Fa). I 29 registri reali (6 meccanici per accoppiamenti) sono azionati da placchette a bilico, poste orizzontalmente sopra le tastiere. Lo strumento è stato sottoposto a un restauro curato dalla ditta codroipese «Francesco Zanin» di Gustavo e terminato nel 1999.

#### L'organo positivo
Nel duomo, in prossimità dell'area presbiterale, è presente l’organo positivo appartenuto al maestro Onorio Barbina (1928-2013), per molti decenni organista della parrocchia; lo strumento è stato donato dagli eredi nel 2014. A trasmissione meccanica di tasto e mista (meccanica ed elettrica) di registro, ha una tastiera e la pedaliera.

## Dati tecnici
Questi i principali dati relativi al duomo di Mortegliano:
| Larghezza totale dell’edificio (asse cappelle maggiori)                    | m 38,26         |
| Lunghezza totale dell’edificio (asse presbiterio-ingresso)                 | m 53,22         |
| Diametro dell'edificio (asse cappelle minori)                              | m 35,76         |
| Apotema dell'ottagono                                                      | m 26,48         |
| Larghezza esterna dei lati maggiori                                        | ca. m 11,05     |
| Larghezza esterna dei lati minori                                          | ca. m 7,60      |
| Lunghezza interna del presbiterio (abside compresa)                        | m 21,35         |
| Profondità dell'abside                                                     | m 5,62          |
| Larghezza interna del presbiterio                                          | m 10,82         |
| Lunghezza esterna del presbiterio                                          | m 12,37         |
| Larghezza esterna delle cappelle maggiori                                  | m 11,84         |
| Larghezza esterna delle cappelle minori                                    | m 8,13          |
| Larghezza esterna della cappella d'ingresso                                | m 11,93         |
| Spessore dei muri perimetrali delle cappelle maggiori                      | ca. m 0,70-0,80 |
| Altezza fino alla sommità della croce (dal livello stradale)               | m 53,25         |
| Altezza fino alla sommità della croce (dal livello del portale d'ingresso) | m 50,71         |
| Altezza fino al livello dei cornicioni esterni                             | m 27,16         |
| Altezza delle travature all’interno (dal pavimento)                        | m 25,35         |
| Altezza della guglia centrale (compresa la croce)                          | m 18,16         |
| Altezza della croce                                                        | m 3,21          |
| Altezza media di un pinnacolo                                              | m 8,00          |
| Altezza esterna del presbiterio                                            | ca. m 23,37     |
| Altezza interna della volta del presbiterio                                | m 17,08         |
| Altezza della torre laterale                                               | m 27,93         |

## Il campanile
Il campanile di Pietro Zanini, con i suoi 113,20 metri d'altezza, è il più alto d'Italia.